# Galeria pomników kompozytorów i wirtuozów w Bydgoszczy
Galeria pomników kompozytorów i wirtuozów – popiersia i pomniki wybitnych postaci muzyki położone we wnętrzach i otoczeniu Filharmonii Pomorskiej w Bydgoszczy.

## Opis
Inicjatorem ustawienia pomników wybitnych kompozytorów polskich i zagranicznych oraz wirtuozów muzyki poważnej był Andrzej Szwalbe – długoletni dyrektor i budowniczy Filharmonii Pomorskiej im. Ignacego Paderewskiego.
Cały zespół składa się z dwóch części: 
- galerii wewnętrznej – wizerunków kompozytorów polskich ustawionych w foyer i korytarzach budynku Filharmonii Pomorskiej;
- galerii zewnętrznej – całopostaciowych wizerunków, popiersi oraz pomników wielkich kompozytorów muzyki światowej, umieszczonych w parku wokół gmachu Filharmonii.

Charakter i cele całej galerii zostały zaprojektowane przez Andrzeja Szwalbe. On też wziął na siebie ciężar wysiłków i starań zmierzających do sukcesywnej realizacji tej galerii. Stanowi ona przykład mecenatu sprawowanego w stosunku do sztuk plastycznych; jest przykładem symbiozy muzyki i rzeźby. W ciągu kilkudziesięciu lat odbywały się uroczystości odsłonięcia pomników (żyjących twórców z ich udziałem) w salach i korytarzach Filharmonii Pomorskiej, połączone na ogół ze specjalnymi koncertami.
Galeria jest przeglądem polskiej twórczości rzeźbiarskiej od schyłku lat 50. po lata 90. XX w. Poszczególne prace ujawniają specyficzne cechy twórczości każdego z rzeźbiarzy, a ponadto oryginalne, psychologiczne ujęcia każdej z postaci.

### Kolekcja wewnętrzna
Wewnątrz budynku Filharmonii Pomorskiej znajdują się następujące popiersia:
1. Ignacy Jan Paderewski (granit) – autor Alfons Karny (1958);
2. Mieczysław Karłowicz (gips) – autor Alfons Karny (1959);
3. Karol Szymanowski (beton) – autor Alfons Karny (1959);
4. Krzysztof Penderecki (brąz) – autor Marian Konieczny (1979);
5. Wojciech Kilar (brąz) – autor Jan Kucz (1979);
6. Henryk Mikołaj Górecki (brąz) – autor Ryszard Wojciechowski (1979);
7. Bolesław Szabelski – autor Kazimierz Gustaw Zemła (1979–1980);
8. Michał Spisak (brąz) – autor Jan Kucz (1980);
9. Henryk Mikołaj Górecki (brąz) – autor Jan Kucz (1980);
10. Witold Lutosławski (brąz) – autorka Barbara Zbrożyna (1980);
11. Anna Maria Klechniowska – autorka Ludwika Nitschowa (1980);
12. Tadeusz Baird – autor Andrzej Kasten;
13. Artur Malawski – autor Adam Myjak;
14. Emil Młynarski – autor Wiktor Gajda;
15. Artur Rubinstein – autor Ryszard Wojciechowski;
16. Stefan Kisielewski – autor Michał Kubiak (1994);
17. Andrzej Szwalbe – autor Michał Kubiak (1996);

### Kolekcja zewnętrzna
W otoczeniu gmachu filharmonii, najbliższej okolicy zwanej dzielnicą muzyczną oraz przyległym parku im. Jana Kochanowskiego umieszczono 15 pomników, w tym 10 posągów i 5 popiersi. Pierwsze z nich ustawiono w latach 1973–1975 (Fryderyk Chopin i Ignacy Paderewski).
Lista pomników:
| Nr | Postać                            | Autor                            | Położenie | Rodzaj    | Materiał |
| 1  | Fryderyk Chopin (1810-1849)       | Józef Makowski (Bydgoszcz)       | Przed frontem filharmonii, po lewej                                                                              | posąg     | kamień   |
| 2  | Ignacy Jan Paderewski (1860-1941) | Józef Makowski (Bydgoszcz)       | Przed frontem filharmonii, po prawej                                                                             | posąg     | kamień   |
| 3  | Henryk Wieniawski (1835-1880)     | Ewelina i Henryk Siwiccy (Toruń) | Z tyłu filharmonii, po lewej                                                                                     | posąg     | kamień   |
| 4  | Karol Szymanowski (1882-1937)     | Ewelina i Henryk Siwiccy (Toruń) | Z tyłu filharmonii, po prawej                                                                                    | posąg     | kamień   |
| 5  | Karol Kurpiński (1785-1857)       | Ewelina i Henryk Siwiccy (Toruń) | między filharmonią, a skrajem parku Jana Kochanowskiego                                                          | posąg     | brąz     |
| 6  | Stanisław Moniuszko (1819-1872)   | Witold Marciniak (Toruń)         | między filharmonią, a skrajem parku Jana Kochanowskiego                                                          | posąg     | kamień   |
| 7  | Grażyna Bacewicz (1913-1969)      | Ewelina i Henryk Siwiccy (Toruń) | między filharmonią, a skrajem parku Jana Kochanowskiego                                                          | posąg     | kamień   |
| 8  | Mieczysław Karłowicz (1876-1909)  | Henryk Rasmus (Grudziądz)        | między filharmonią, a skrajem parku Jana Kochanowskiego                                                          | posąg     | kamień   |
| 9  | Piotr Czajkowski (1840-1893)      | Ewelina i Henryk Siwiccy (Toruń) | na skwerze między Zespołem Szkół Muzycznych im. Artura Rubinsteina, a ul. Słowackiego, w pobliżu willi Radia PIK | posąg     | brąz     |
| 10 | Ludwig van Beethoven (1770-1827)  | Witold Marciniak (Toruń)         | przed Akademią Muzyczną                                                                                          | posąg     | brąz     |
| 11 | Antonín Dvořák (1841-1904)        | Witold Marciniak (Toruń)         | południowa część parku Jana Kochanowskiego                                                                       | popiersie | brąz     |
| 12 | Ludomir Różycki (1883-1953)       | Mieczysław Welter (Warszawa)     | południowa część parku Jana Kochanowskiego                                                                       | popiersie | brąz     |
| 13 | Igor Strawinski (1882-1971)       | Barbara Zbrożyna (Warszawa)      | południowa część parku Jana Kochanowskiego                                                                       | popiersie | brąz     |
| 14 | Johann Sebastian Bach (1685-1750) | Witold Marciniak (Toruń)         | południowa część parku Jana Kochanowskiego                                                                       | popiersie | brąz     |
| 15 | Claude Debussy (1862-1918)        | Andrzej Kasten (Warszawa)        | południowa część parku Jana Kochanowskiego                                                                       | popiersie | brąz     |

## Galeria

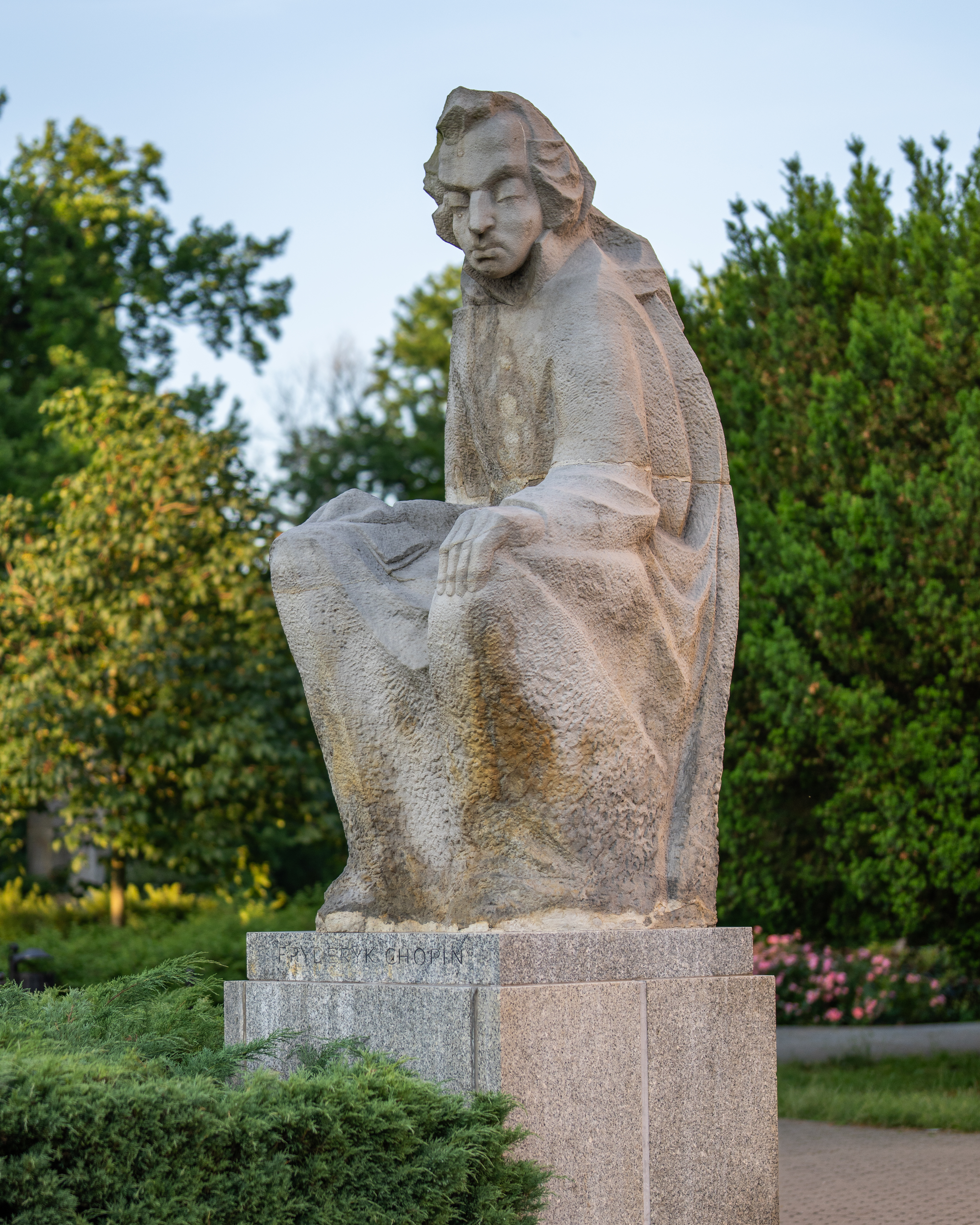
Fryderyk Chopin
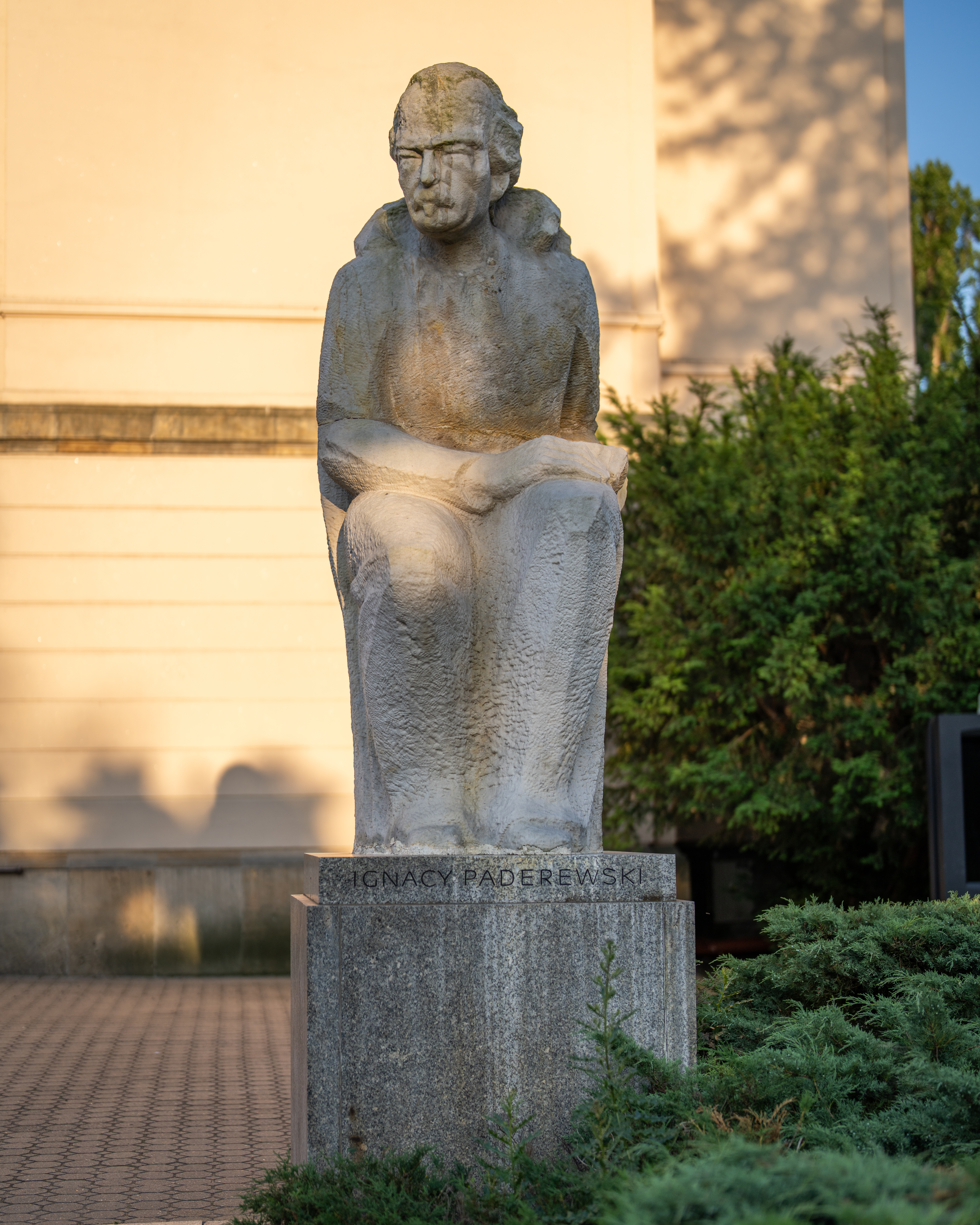
Ignacy Jan Paderewski
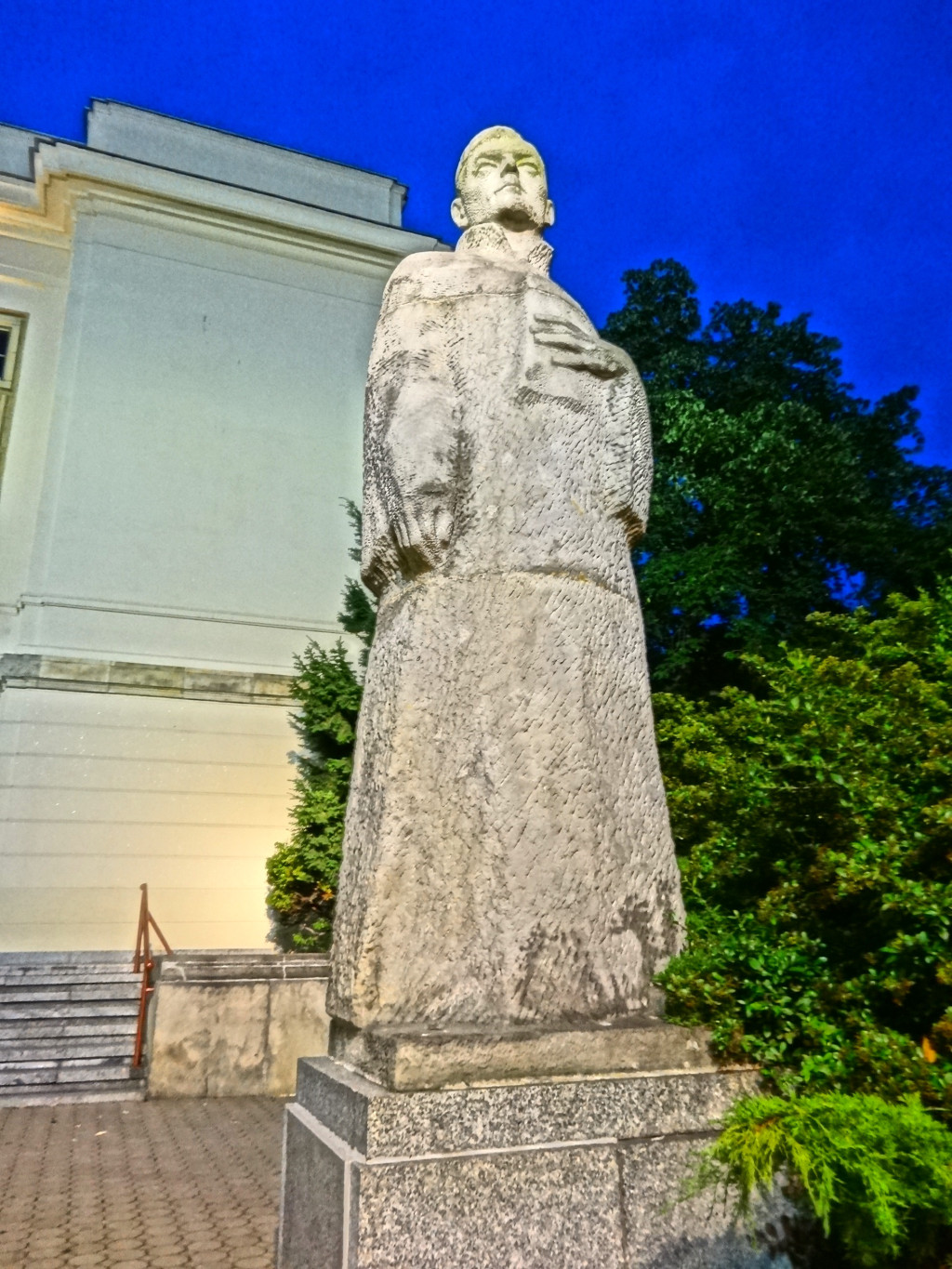
Karol Szymanowski
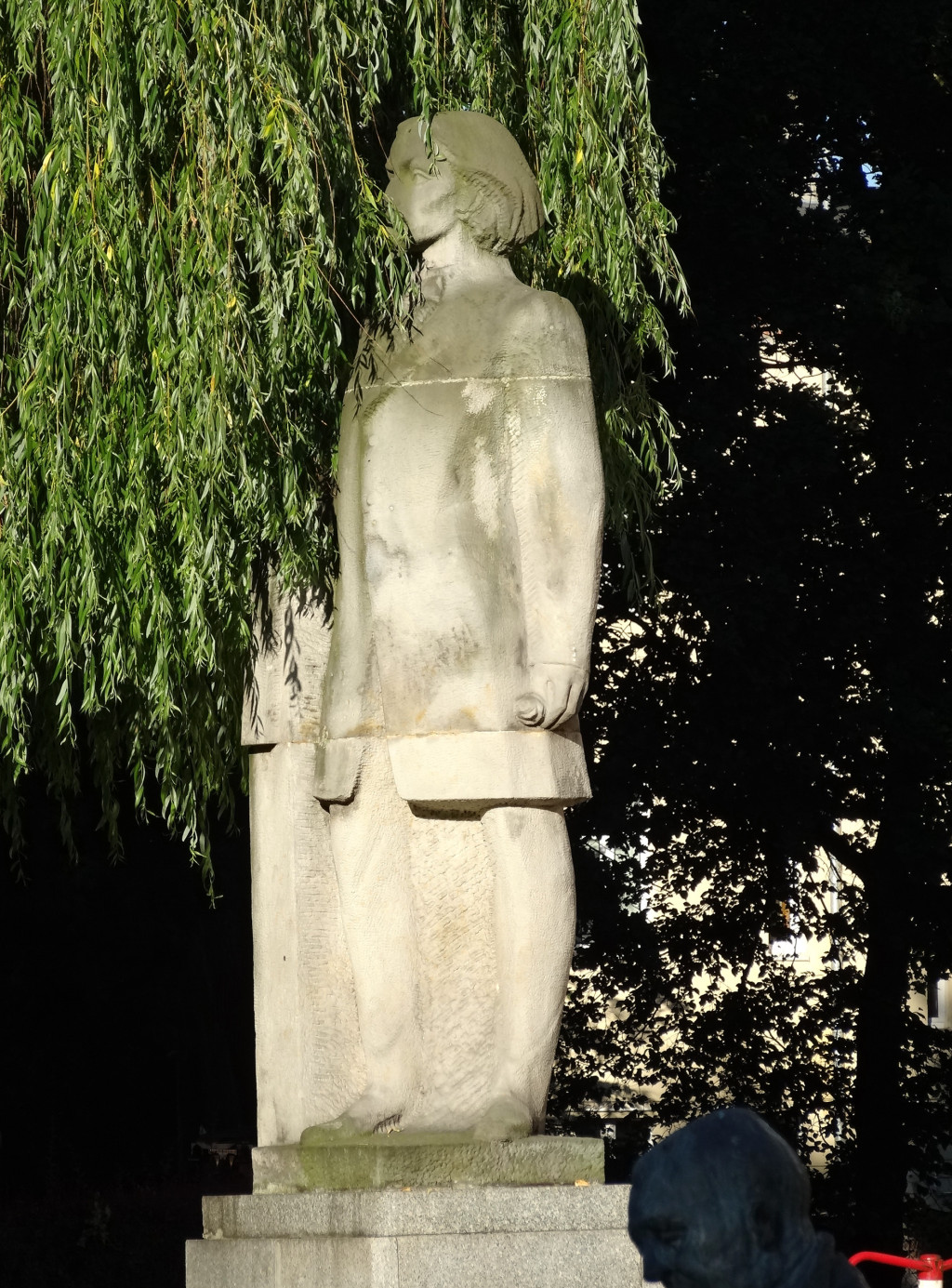
Henryk Wieniawski
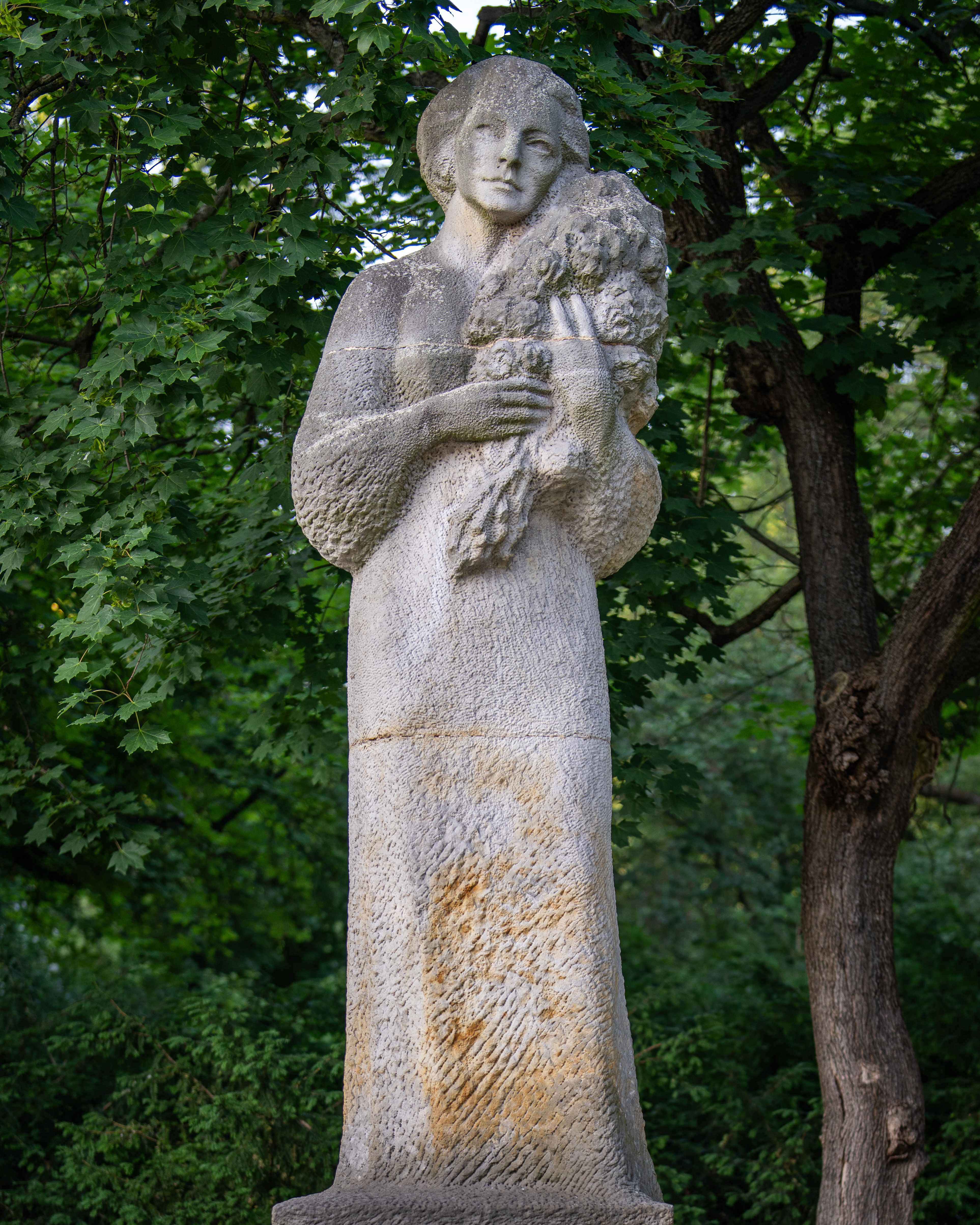
Grażyna Bacewicz
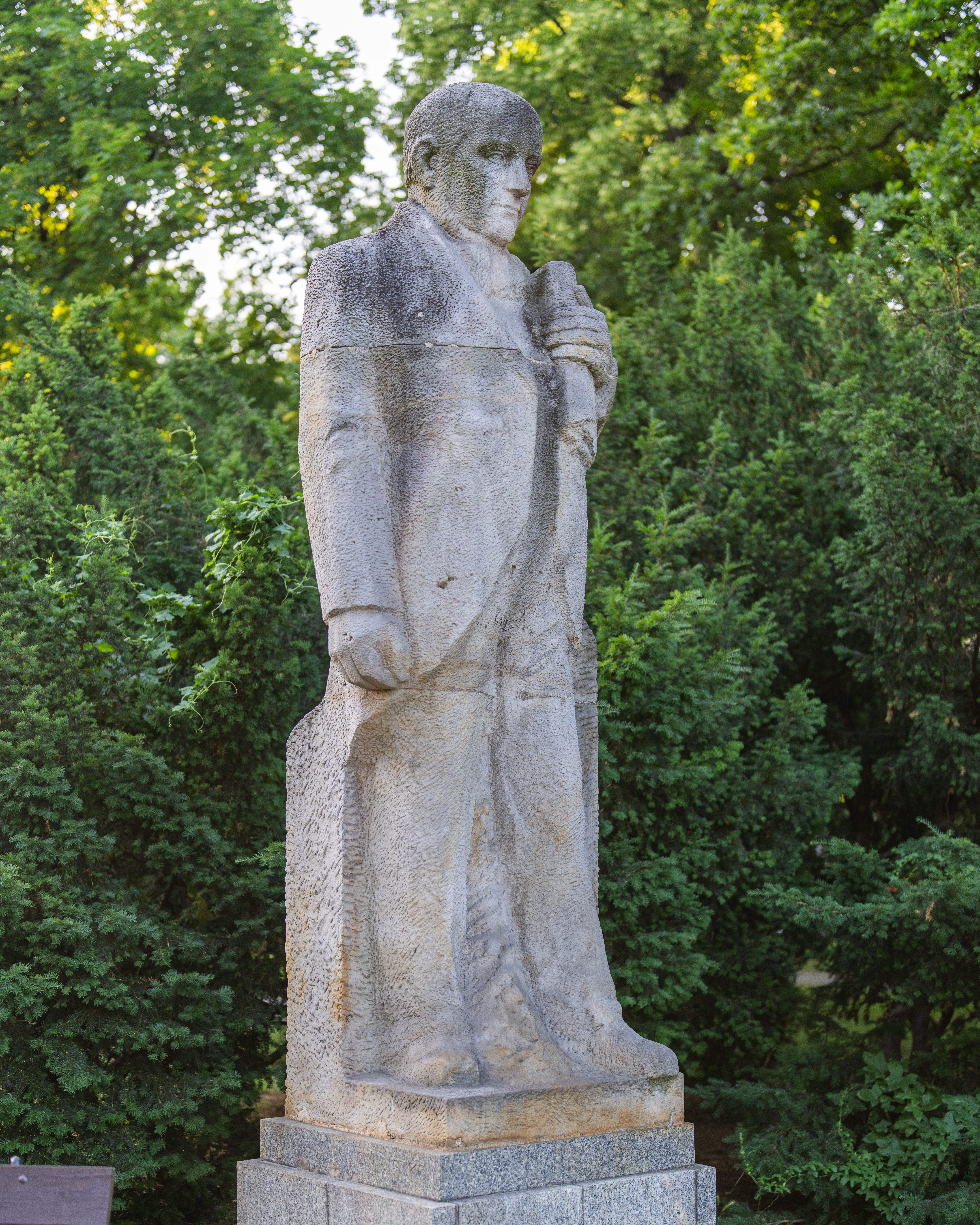
Stanisław Moniuszko
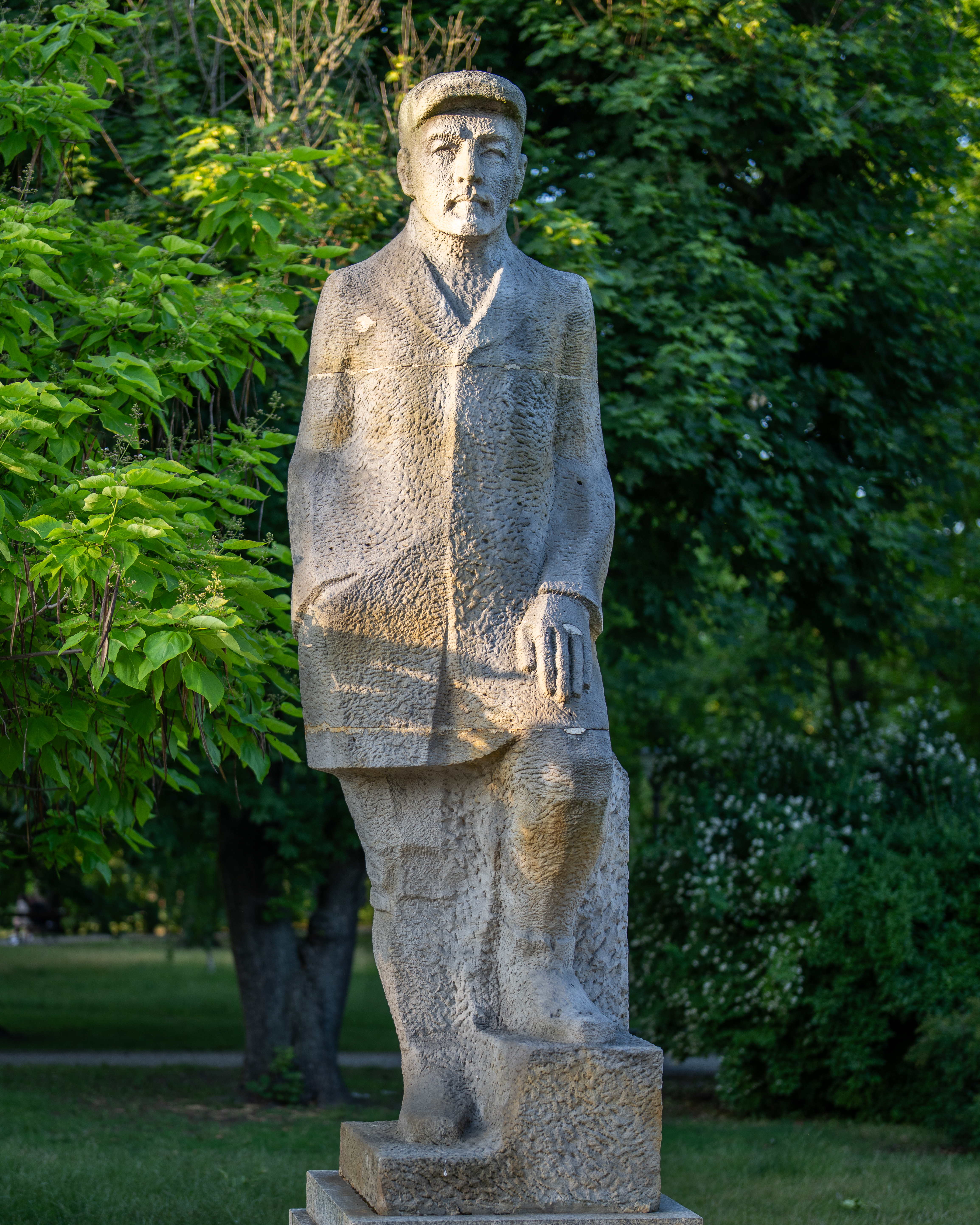
Mieczysław Karłowicz
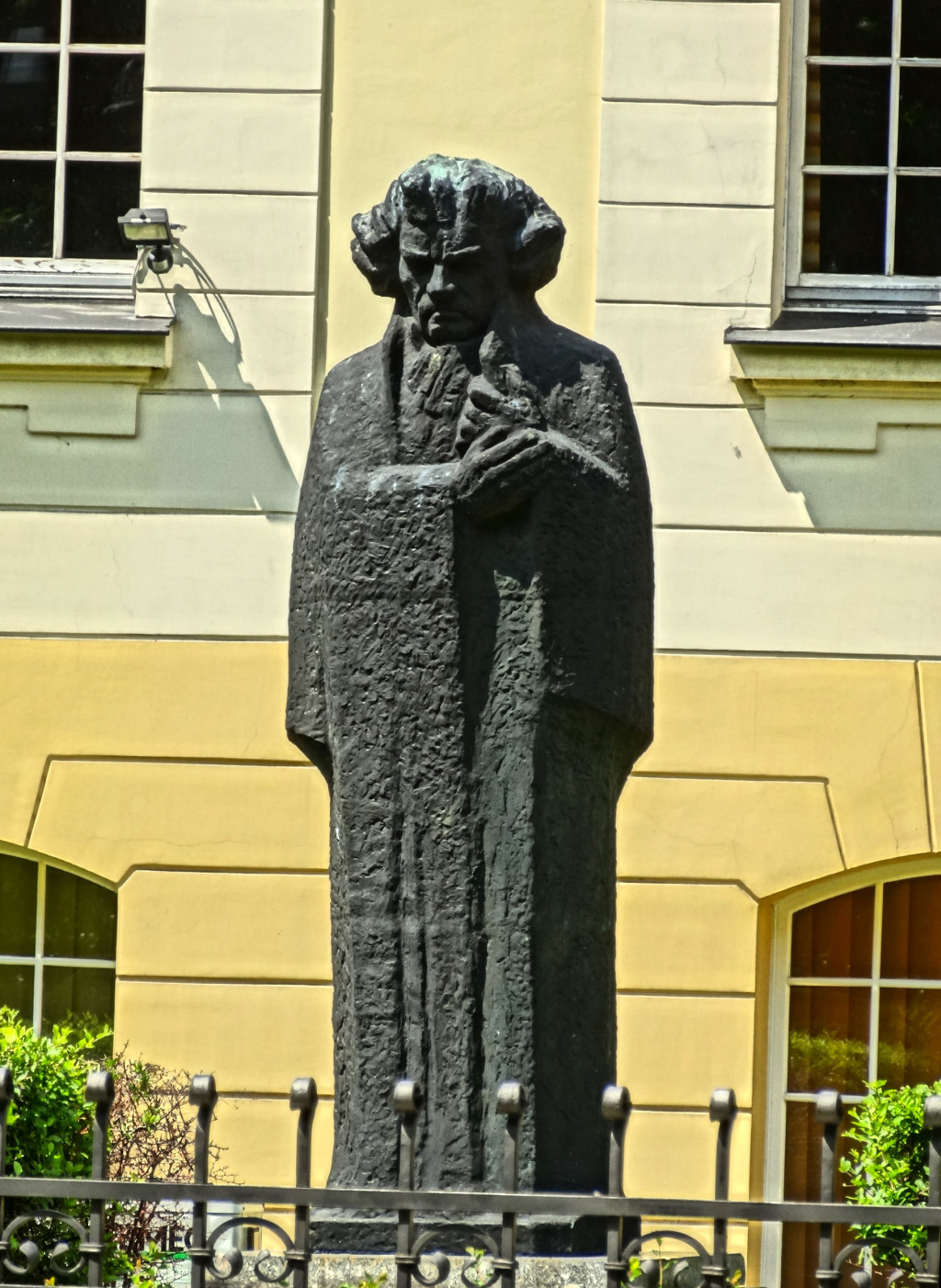
Ludwig van Beethoven
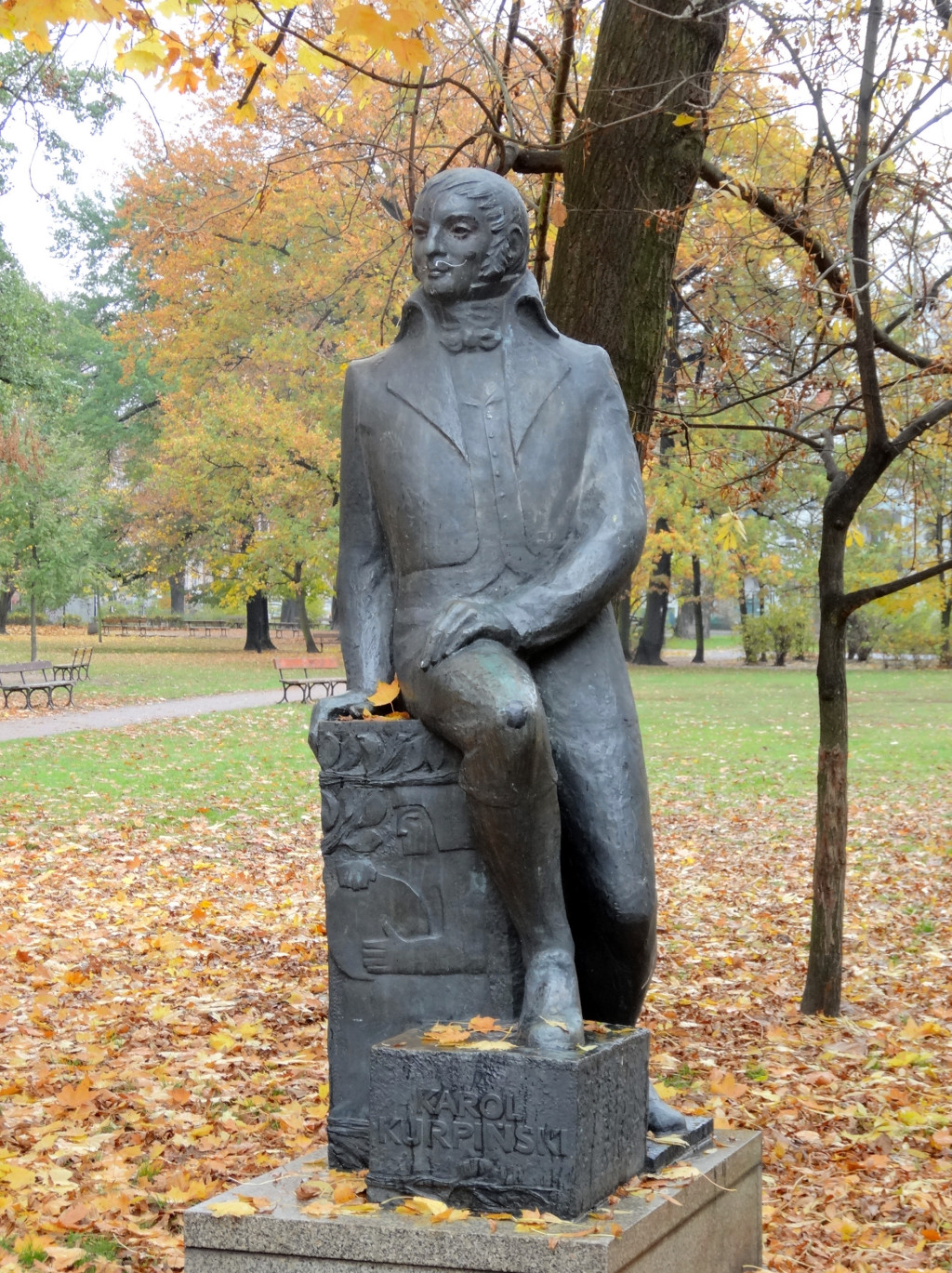
Karol Kurpiński
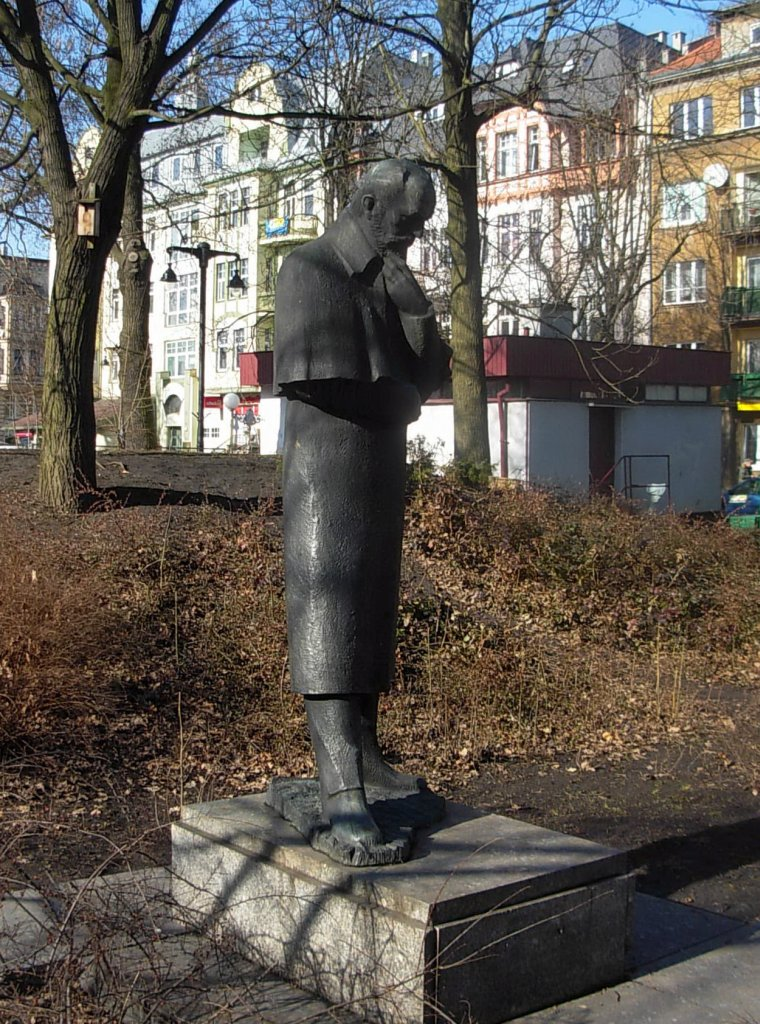
Piotr Czajkowski
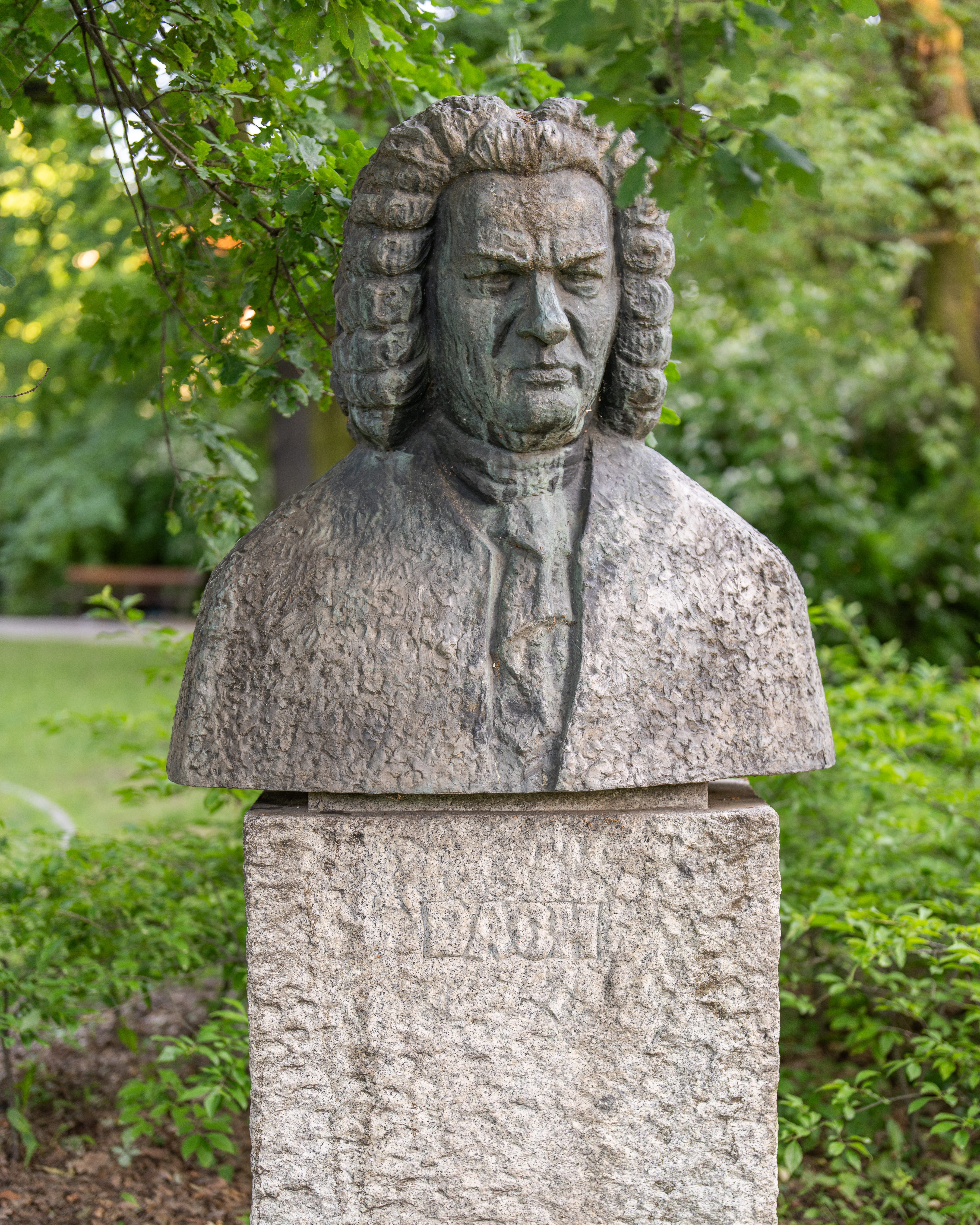
Johann Sebastian Bach
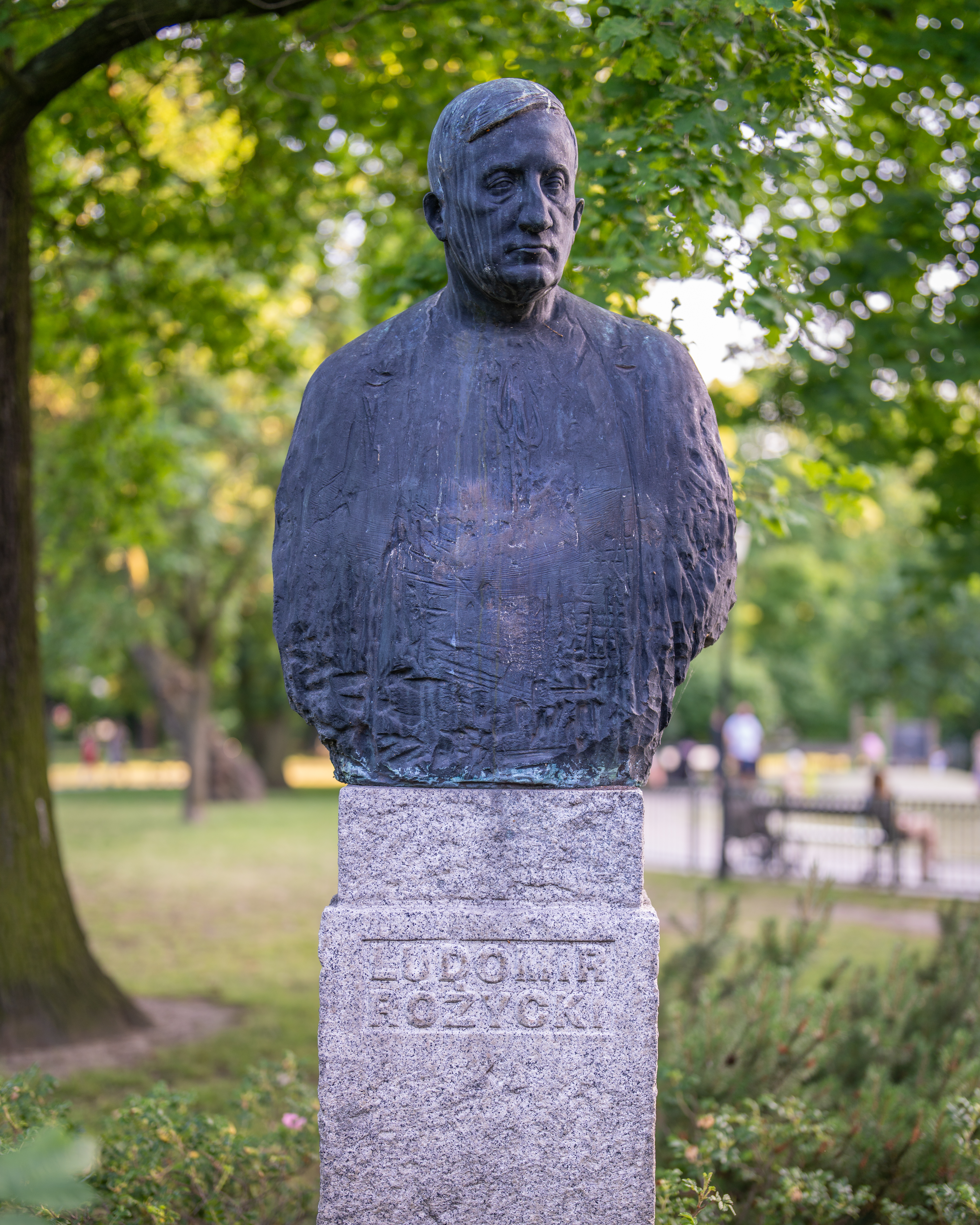
Ludomir Różycki
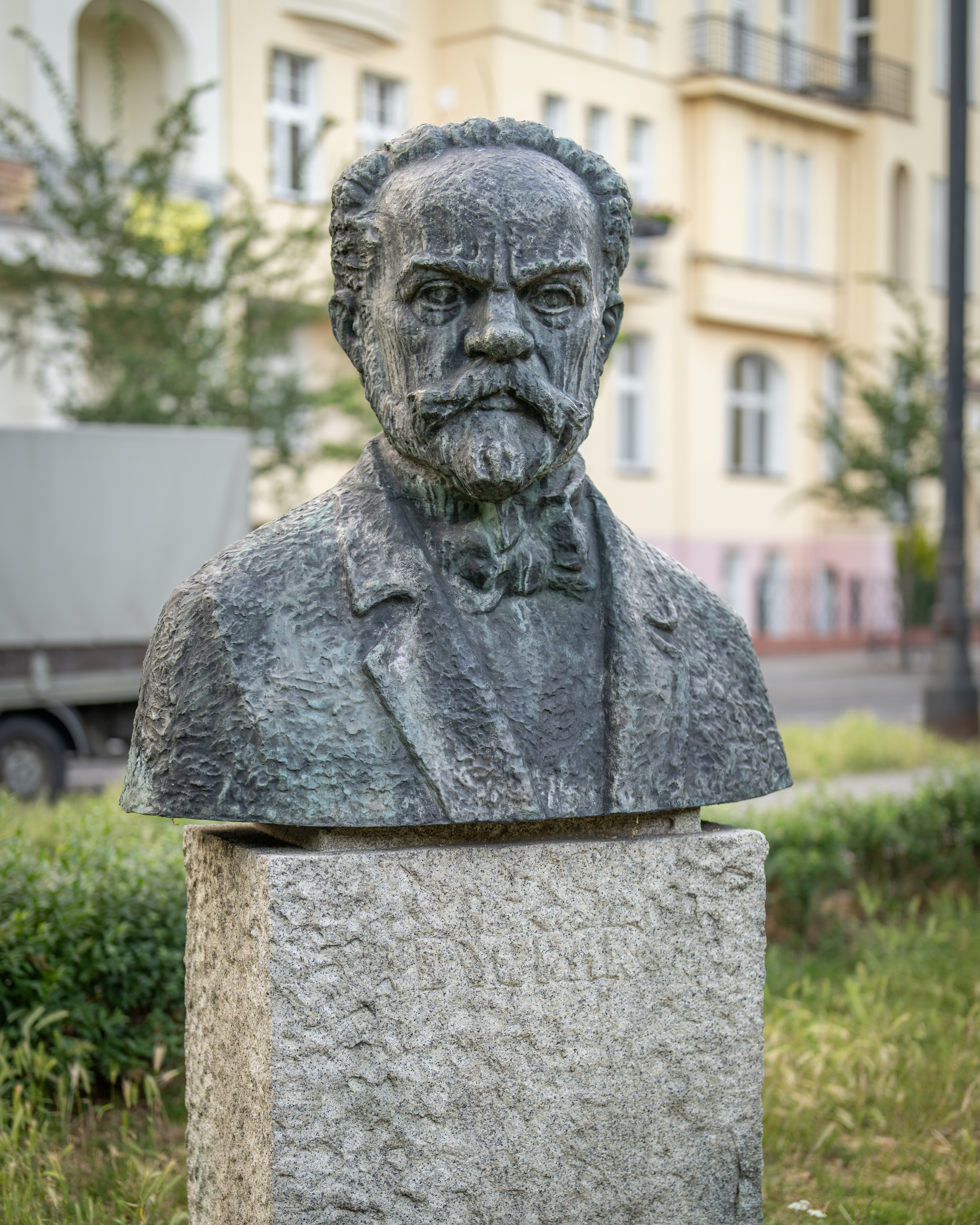
Antonín Dvořák
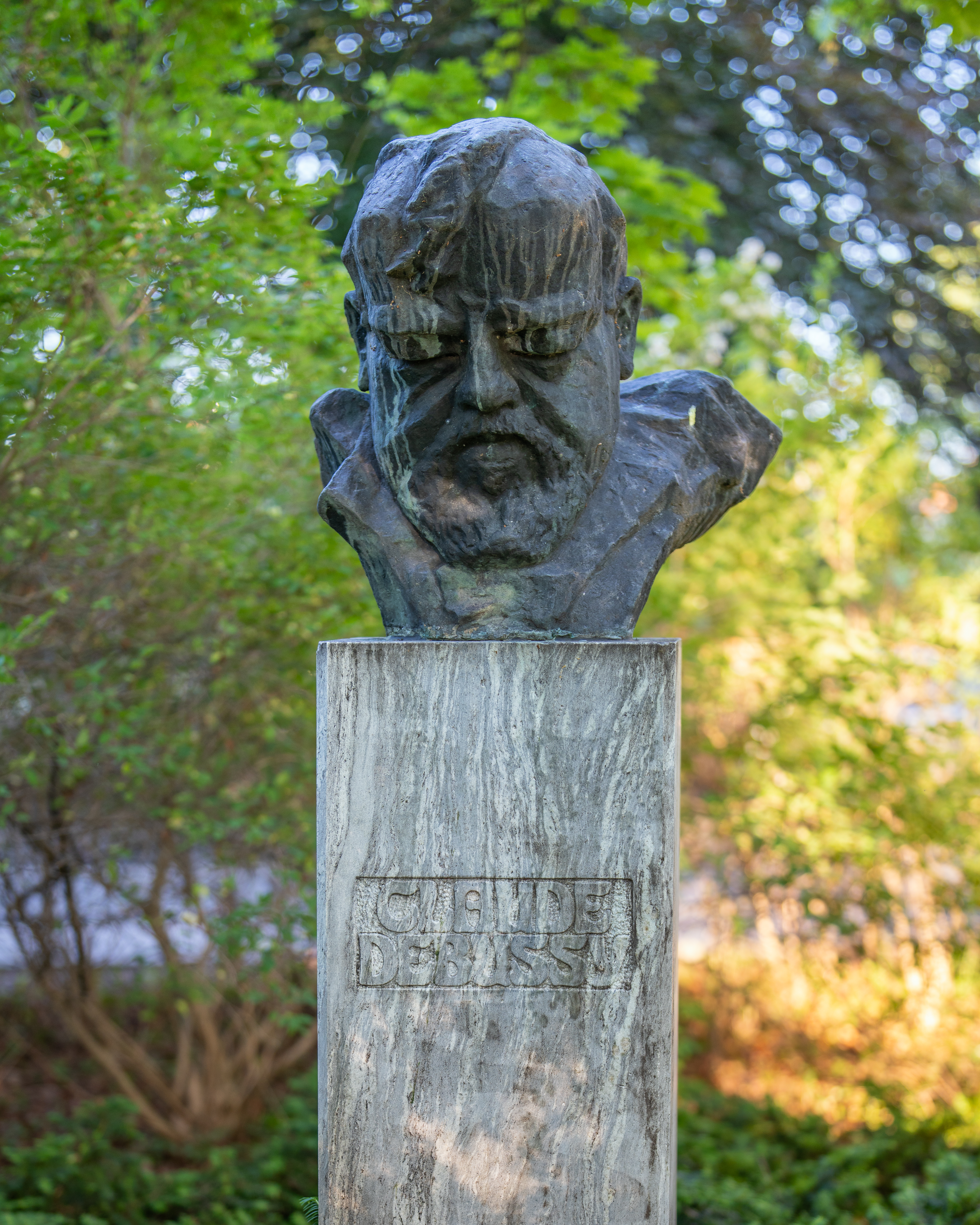
Claude Debussy
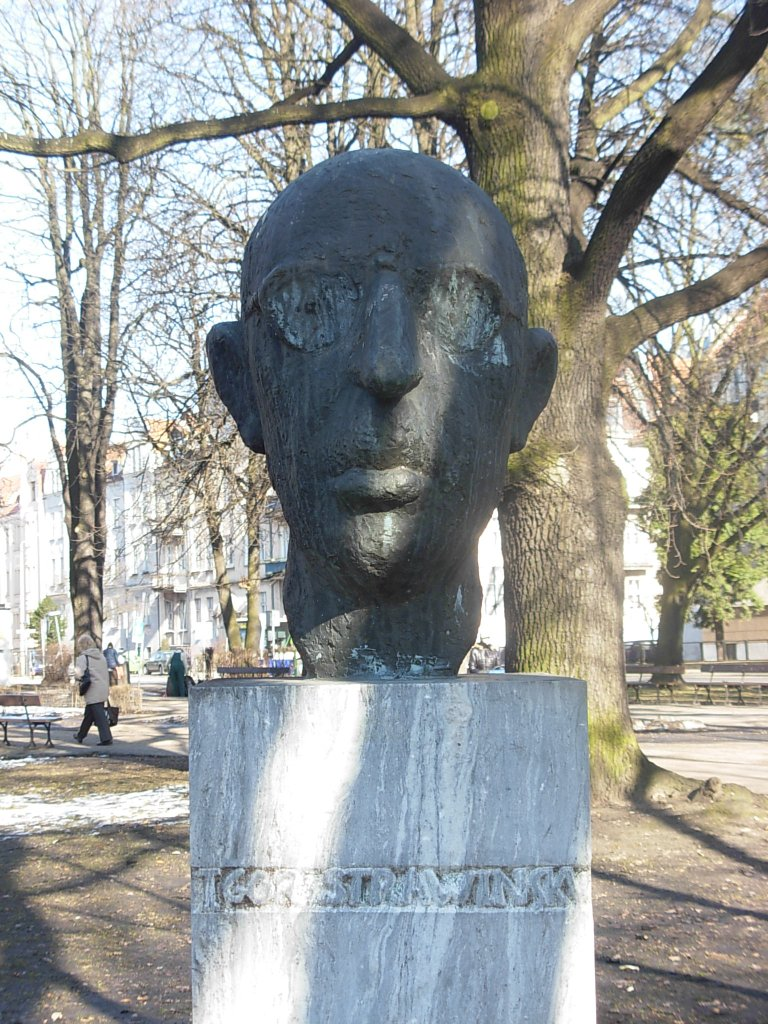
Igor Strawinski
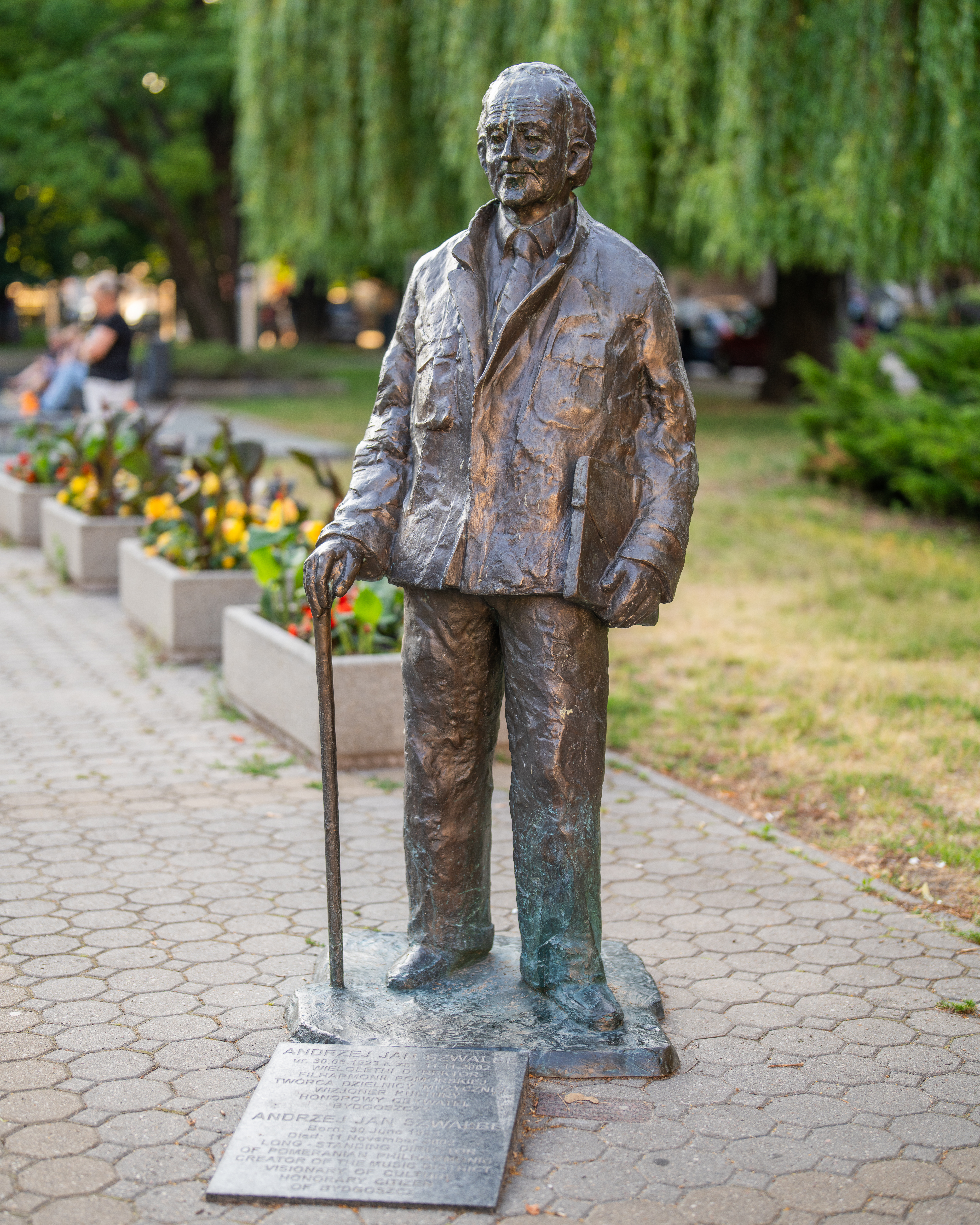
Andrzej Szwalbe przed filharmonią